# Team Cykelcity.se
Das Team Cykelcity.se war ein schwedisches Radsportteam mit Sitz in Stockholm.
Die Mannschaft wurde 2011 gegründet und nimmt als Continental Team an den UCI Continental Circuits teil. Sie geht aus dem gleichnamigen Amateurteam hervor. Manager ist Johan Ottosson, der von den Sportlichen Leitern Aike Visbeek und Mario Bulckaert unterstützt wird.
Ende der Saison 2012 wurde die Mannschaft aufgelöst.

## Saison 2012

### Erfolge in der UCI Europe Tour
| Datum    | Rennen                            | Kat. | Fahrer          |
| -------- | --------------------------------- | ---- | --------------- |
| 19. März | 1. Etappe Tour de Normandie (EZF) | 2.2  | Michael Olsson  |
| 12. Mai  | Scandinavian Race Uppsala         | 1.2  | Jonas Ahlstrand |
| 16. Mai  | 1. Etappe Tour of Norway          | 2.1  | Jonas Ahlstrand |

### Zugänge – Abgänge
| Zugänge          | Team 2011                | Abgänge           | Team 2012                            |
| ---------------- | ------------------------ | ----------------- | ------------------------------------ |
| Bobby Lea        | Bahati Foundation (2010) | Tobias Ludvigsson | Team Argos-Shimano                   |
| Henrik Åbom      | Neoprofi                 | Sebastian Balck   | Team Concordia Forsikring-Himmerland |
| Johan Broberg    | Neoprofi                 | Johan Lindgren    | Unbekannt                            |
| Jesper Dahlström | Neoprofi                 | Jimmy Rönn        | Unbekannt                            |
| Edvin Wilson     | Neoprofi                 | Patrik Stenberg   | Unbekannt                            |

### Mannschaft
| Name                 | Geburtstag         | Nationalität       | Team 2013                      |
| -------------------- | ------------------ | ------------------ | ------------------------------ |
| Henrik Åbom          | 18. Mai 1990       | Schweden           |                                |
| Jonas Ahlstrand      | 16. Februar 1990   | Schweden           | Team Argos-Shimano             |
| Christian Bertilsson | 5. September 1991  | Schweden           | Team People4you-Unaas Cycling  |
| Jonas Bjelkmark      | 1. April 1987      | Schweden           |                                |
| Johan Broberg        | 12. Mai 1992       | Schweden           | Team People4you-Unaas Cycling  |
| Michael Chauner      | 19. September 1986 | Vereinigte Staaten | Équipe Garneau-Québecor        |
| Jesper Dahlström     | 5. Januar 1990     | Schweden           | Motala AIF CK                  |
| Johan Landstrom      | 30. März 1982      | Schweden           |                                |
| Bobby Lea            | 17. Oktober 1983   | Vereinigte Staaten | Team SmartStop-Mountain Khakis |
| Philip Lindau        | 18. August 1991    | Schweden           | Team People4you-Unaas Cycling  |
| Michael Olsson       | 4. März 1986       | Schweden           | Team People4you-Unaas Cycling  |
| Robert Pölder        | 21. Juni 1991      | Schweden           | Team People4you-Unaas Cycling  |
| Edvin Wilson         | 25. April 1989     | Schweden           | Joker Merida                   |

## Platzierungen in UCI-Ranglisten
UCI Europe Tour
| Saison | Mannschaftswertung | Fahrerwertung          |
| ------ | ------------------ | ---------------------- |
| 2011   | 52.                | Jonas Ahlstrand (142.) |
| 2012   | 46.                | Jonas Ahlstrand (122.) |